# Каиры (Одесская область)
Каиры (укр. Каїри) — село, относится к Березовскому району Одесской области Украины.
Население по переписи 2001 года составляло 682 человека. Почтовый индекс — 67514. Телефонный код — 4855. Занимает площадь 1,06 км². Код КОАТУУ — 5122781501.
Близ села находится ландшафтный заказник местного значения «Каировский». 

## Местная власть
67512, Одесская обл., Березовский р-н, с. Курисово, ул. Партизанской славы, 28